# Gustave Nadaud

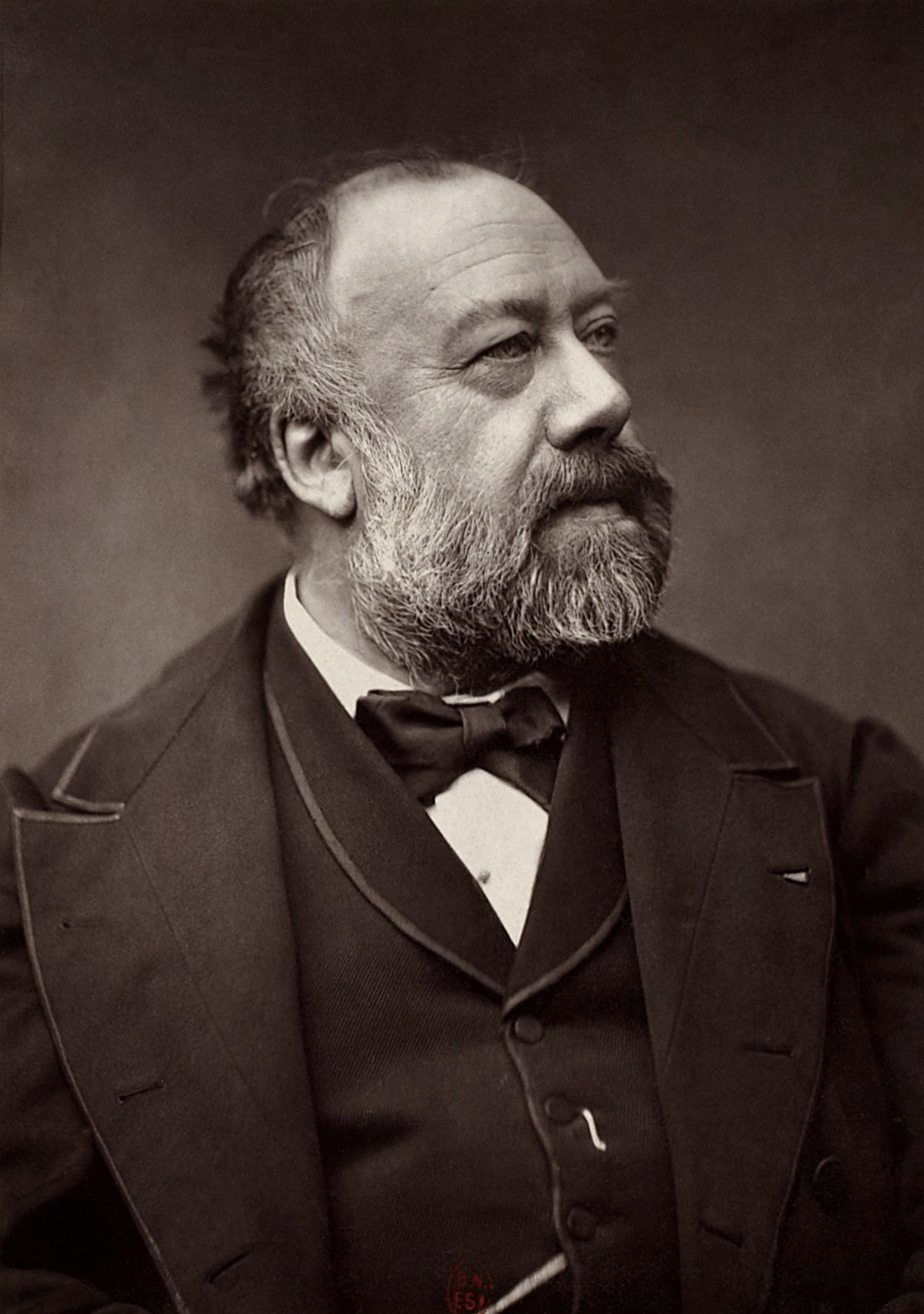
Gustave Nadaud.

Gustave Nadaud, född den 20 februari 1820 i Roubaix, död den 28 april 1893 i Passy, var en fransk visdiktare.
Nadaud ägnade sig åt köpmansyrket till 1849 och därefter åt vittra värv. Han satte själv musik till sina visor (Chansons, 1849, flera tillökta upplagor; praktupplaga i 3 band, 1879–1880), vilka i sin helhet erinrar om Bérangers och ger uttryck åt många olika stämningar. Nadaud skrev också salongsoperetter (Operettes, 7:e upplagan 1867, och Théâtre de fantaisie, 1879), sederomanen Une idylle (1861) med mera. Contes, scènes et récits en vers utkom 1886–1892 i 10 band, Théâtre inédit 1893.